# Trzęsienie ziemi Loma Prieta (1989)
Trzęsienie ziemi Loma Prieta – potoczne określenie trzęsienia ziemi, które 17 października 1989 roku o godzinie 17:04 nawiedziło miasto Oakland w stanie Kalifornia w USA. Osiągnęło siłę 7,1 w skali Richtera. Zginęło w nim 63 osób, większość pod zawalonym wiaduktem Cypress Street Viaduct. 
W wyniku trzęsienia ziemi ucierpiał także most San Francisco–Oakland Bay Bridge.